# اکس‌تی‌او انرژی
اکس‌تی‌او انرژی (انگلیسی: XTO Energy) شرکت نفت و گاز آمریکایی است، که در سال ۱۹۸۶ تأسیس شد.